# Greene (Maine)
Greene è un centro abitato (town) degli Stati Uniti d'America, situato nella Contea di Androscoggin nello Stato del Maine. Nel censimento del 2010 la popolazione era di 4.350 abitanti.

## Geografia fisica
Secondo i rilevamenti dell'United States Census Bureau, la località di Greene si estende su una superficie di 91,14 km².